# Єнікапи
41°00′ пн. ш. 28°57′ сх. д. / 41° пн. ш. 28.95° сх. д.
Єнікапи (тур. Yenikapı) — порт і квартал у Фатіх, Стамбул, Туреччина, на фракійській стороні Босфору та вздовж південного берега історично центрального півострова міста.
Єнікапи відомий триваючими розкопками у його візантійському порту, що були розпочаті в 2004 році. Археологічні дослідження Єнікапи стали одними з найбільших в Європі через розмір та кількість кораблетрощ, виявлених з моменту початку розкопок, та великій кількості пов'язаних з ними артефактів. Комерційна гавань, яку називали Гавань Феодосія, що використовувалась у V — X століттях, була альтернативою традиційним причалам Константинополя, розташованим уздовж входу до Золотого Рогу.
Площа Єнікапи - штучний суходіл, створений в акваторії Мармурового моря. Використовується для великих зборів, особливо політичних мітингів, прихильників Ердогана, та проведення Етноспортивного культурного фестивалю.

## Транспорт
Будівництво пересадочного центру Єнікапи затягнулося через масштабні розкопки. Новий термінал Єнікапи забезпечує пересадку між лініями Стамбульського метро М1 та М2 та новою лінією S-bahn Мармарай, що сполучає анатолійську та фракійську сторони міста через новий тунель під Босфором.

## Археологія
Під час археологічних розкопок на будівельному майданчику станції Єнікапи лінії Мармарай з'ясувалось, що історія Стамбула набагато давніша, ніж вважалося раніше, і сягає приблизно 8500 років.
Були виявлені чотири могили, кам'яної доби, віком 8000 років.
Окрім скелетів, під час розкопок було виявлено 34 затонулих корабля, що датуються VII і XI століттями. Затонулі кораблі були перенесені до Стамбульського університету та Інституту морської археології в Бодрумі.
Також були знайдені залишки перших міських мурів Константинополя.
Близько 500 фрагментів, археологічних знахідок, виявлених під час розкопок в Єнікапи, було виставлено у Археологічному музеї Стамбула.
Для того, щоб забезпечити адекватне містобудівне та архітектурне рішення на місці археологічних розкопок, в 2012 році був організований міжнародний конкурс, проект Пітера Ейзенмана та архітектурного бюро Aytac, було обрано переможцями. Проект передбачає створення археопарку та великого археологічного музею.
В 2020 році археологи виявили залишки тварин і скелети, включаючи котів, візантійського періоду.